# Husby Klitplantage
Husby Klitplantage er en klitplantage nordvest for Husby i Holstebro Kommune i Vestjylland. Plantagen er på 1100 ha og omfatter en række naturtyper. Der er heder, klitter, nåletræsskove, enkelte små søer samt Danmarks vestligste bøgeskov. Plantagen ligger helt ud til stranden ved Nordsøen, lige bag ved den nordlige del af Husby Klit, og grænser mod nord og syd op til sommerhusarealer.

## Historie
I midten af 1800-tallet var store dele af de vestjyske kystegne truet af sandflugt. Husby Kirke, som ligger få kilometer fra kysten, risikerede således at sande til, og de lokale beboere henvendte sig til kong Frederik 7., der fik sat gang i skovplantningen.
Under anden verdenskrig indgik stranden vest for plantagen i tyskernes Atlantvold, og der blev i den forbindelse opført en række bunkere, hvoraf nogle stadig er tilgængelige.

## Naturen
I plantagen findes et område kaldet Gryden. Det er hulrummet i en parabelklit, som er en klittype, der har hesteskoform.
Den vestlige del af plantagen er en del af Natura 2000-område nr. 74 Husby Klit.
Et areal på 960 ha er udpeget til  udpeget til Naturnationalpark Husby Klitplantage

### Dyr
Blandt de dyr, man kan finde i plantagen, er hugormen, hvoraf der er en ganske stor bestand. Af større pattedyr finder man i området ræve, harer, rådyr og kronhjorte.
Blandt fuglearter findes der i plantagen hejrer, træløbere, fuglekonger, spætter som grønspætte og rovfugle som musvåger og tårnfalke. I de to små søer, Skavemose og Hareflod Sø, lever der blandt andet gedder, aborrer og skaller.

### Planter
I sagens natur er der i Husby Klitplantage mange træer. På de mest sandede områder finder man bjergfyr, skovfyr, østrigsk fyr og eg, mens der på lidt mere frodig jordbunde vokser graner som sitkagran og ædelgran. Enkelte steder finder man desuden bøg og andre løvtræer.
I områderne tættest på havet er vegetationen præget af marehalm og hjælme. Mellem træerne er der et mere rigt planteliv, og her finder man arter som klokkeensian, næbfrø, kambregne, liden ulvefod, liden soldug samt den i dette område ret sjældne pilledrager. Det er desuden muligt at finde svampe som kantareller og Karl Johan.

## Rekreativ anvendelse
Husby Klitplantage er offentlig tilgængelig og tilbyder en række rekreative aktiviteter. Man kan færdes i området til fods, på cykel og til hest. Der er således anlagt markerede stier til henholdsvis vandring (nogle er også handicapegnede; 15 km er certificeret som "Premiumweg" under Deutsches Wanderinstitut), cykling (der er en rute, der indgår i den 560 km lange Vestkyststi) samt ridning (16 km stier særligt for ridende). Desuden findes et område, der er særligt rettet mod orienteringsløb.
Blandt andre faciliteter er der anlagt to lejrpladser, en skovlegeplads og en grillplads (ved Skavemose). Der er desuden flere geocacher i området. Endelig er der mulighed for fiskeri fra kysten (ikke i de to små søer) samt badning, hvor især den udgravede sø, Skavemose, er velegnet for børn.